# Josep Gómez Vidal
Josep Gómez Vidal (La Pobla de Segur, 1921 - Lleida, 2005) va ser un fotoperiodista català.

## Biografia
De formació autodidacta, va iniciar la seva trajectòria el 1945 com a col·laborador gràfic d'esports al diari La Mañana, aleshores l'únic rotatiu de la província. A principis de la dècada del 1950, va decidir professionalitzar-se i es va consolidar com a reporter gràfic del diari, punt de partida d'una dilatada carrera professional amb el mitjà que es va allargar fins al 1985 i que, des de finals dels anys 1960, va compartir amb el seu fill Jordi Gómez Payà.
A banda del seu treball fotoperiodístic, es va dedicar també al reportatge social, la fotografia institucional i al negoci del revelat i venda de material fotogràfic. El seu arxiu, amb més de 700.000 imatges que comprenen des de la postguerra fins als inicis de la democràcia, es troba ara dipositat al Servei d'Audiovisuals de l'Institut d'Estudis Ilerdencs.